# Aleksandr Aleksandrovič Kazakov
Aleksandr Aleksandrovič Kazakov, (in caratteri cirillici: Александр Александрович Казаков) (2 gennaio 1889 – 1º agosto 1919), è stato un ufficiale e aviatore russo.
Con 19 vittorie aeree confermate, più altre 13 probabili, risulta il miglior asso dell'aviazione dell'aeronautica militare dell'Impero russo (Imperatorskij voenno-vozdušnyj flot) durante la prima guerra mondiale.

## Biografia
Discendente da una nobile famiglia russa, Kazakov intraprese la carriera militare, nel reggimento di cavalleria ma nel 1913 iniziò la sua formazione come pilota e si laureò all'inizio del Grande Guerra alla scuola di aviazione militare a Gatčina.

## Prima guerra mondiale
Nel settembre 1915 fu nominato comandante del 19th Fighter Corps Detachment.
Tra il 1915 e il 1917 ha combattuto sul fronte russo, fronte orientale, nonché in Romania e ha partecipato all'Offensiva Brusilov.. Dal 1916 il reparto venne equipaggiato con i caccia francesi Nieuport 17 e come comandante di squadriglia Kazalkov decise di adottare come livrea un Teschio e tibie incrociate in campo nero dipinto sulla deriva, tranne per il suo velivolo, che come insegna personale riproponeva il medesimo motivo ma a colori invertiti, al fine di essere maggiormente riconoscibile.
Durante la guerra gli vennero accreditati ufficialmente 19 abbattimenti (altre fonti indicano 20) tra velivoli dell'austro-ungarica k.u.k. Luftfahrtruppen e tedesco-imperiale Luftstreitkräfte, con altri 13 abbattimenti non confermati.
Nel gennaio 1918, in seguito alla rivoluzione russa, Kazakov si dimise dal suo incarico.

## Morte
Durante la guerra civile russa, Kazakov aderì alla Legione Alleata Russo-Britannica ad Arcangelo e combatté contro l'opposta componente aerea dell'Armata Rossa, la Raboče-Krest'janskij Krasnyj vozdušnyj flot.
Il 1º agosto 1918 Kazakov entrò nella Royal Air Force e venne nominato per essere il comandante ufficiale e responsabile di una squadriglia aerea della Legione Alleata Russo-Britannica sui Sopwith Camel. Dopo il ritiro britannico dalla Russia, che lasciò l'Armata Bianca in una situazione disperata, Kazakov morì in un incidente aereo durante una manifestazione aerea il 1º agosto 1919.